# الشجاب (العبدية)

تعديل مصدري - تعديل

الشجاب هي إحدى قرى عزلة ال مقبل بمديرية العبدية التابعة لمحافظة مأرب، بلغ تعداد سكانها 256 نسمة حسب تعداد اليمن لعام 2004.